# Застава Антигве и Барбуде
Застава Антигве и Барбуде усвојена је 27. фебруара 1967. Осмислио ју је учитељ Реџиналд Семјуел. Сунце симболизује долазак новог доба. Боје имају различита значења: црна представља афричке претке овог народа, плава представља наду а црвена енергију. Жута, плава и бела боја распоређене су тако да представљају залазак Сунца.
Државни знак, који користи само државна обалска стража, састоји се од белог поља, црвеног крста и државне заставе у горњем левом углу.

## Галерија
- Обележје обалске страже
- Стандарта гувернера Антигве и Барбуде
(1956-1981)
- Застава Антигве и Барбуде
(1962-1967)
- Застава Антигве и Барбуде
(1956-1962)